# Каракуль (озеро)
Караку́ль  (тадж. Қарокул, від тюрк. «чорне озеро»)  — одне з найвисокогірніших озер, облямоване сніговими вершинами Паміру в Таджикистані.
Озеро розташоване в плоскій гірській улоговині на висоті 3914 м, оточене пустельними скелястими хребтами, на заході прилеглими до озера, на сході — віддаленими від нього на кілька кілометрів. Найбільша довжина озера — 33 км, ширина — 24 км. Площа поверхні — 380 км². Взимку озеро повністю замерзає. Дно вкрите льодом. Вчені вважають, що це залишки льодовиків, які під час найбільшого зледеніння вдерлися до озера. Інші ж вважають його залишками льодяного щита, який заповнював улоговину в льодовиковий період.

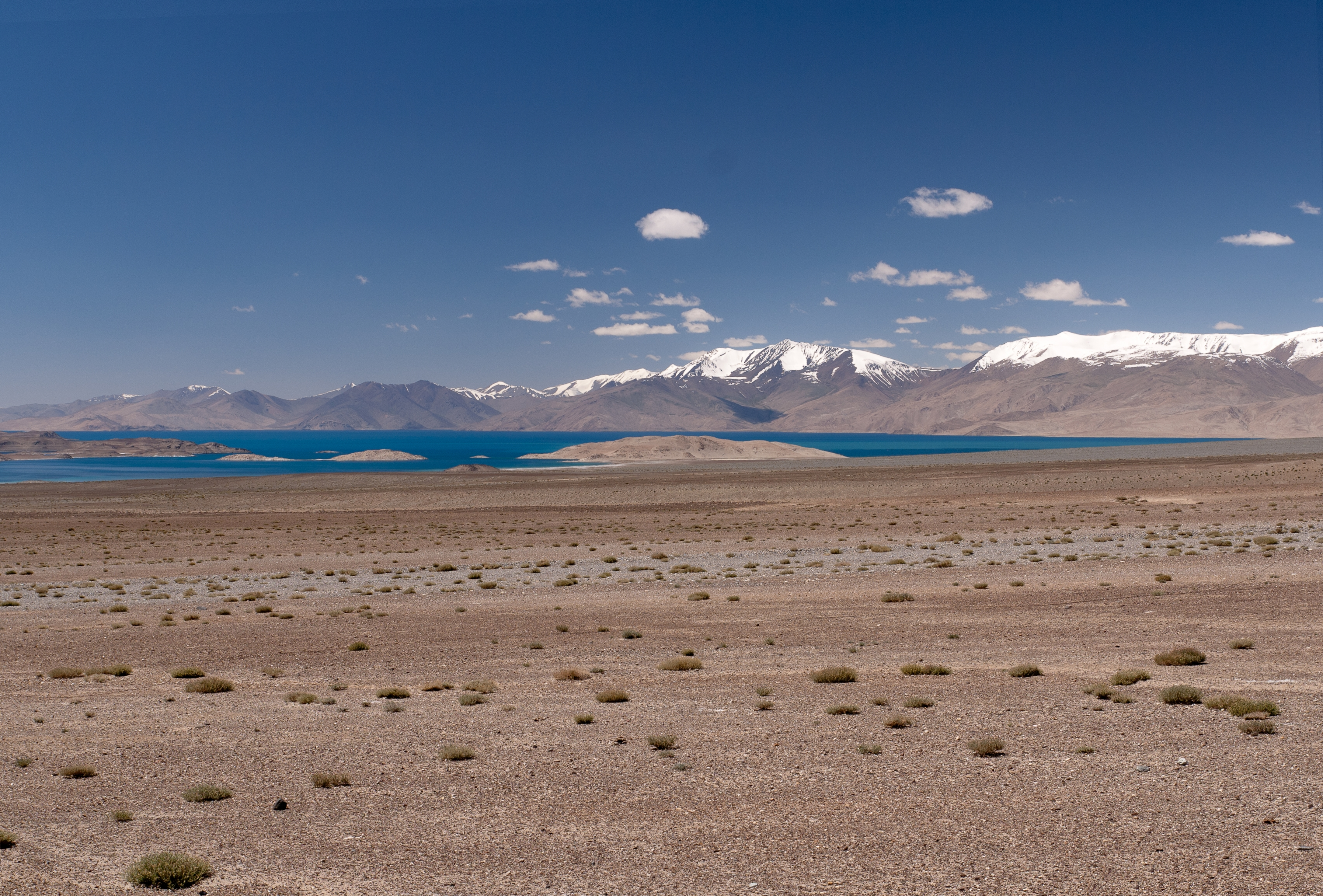
Каракуль озеро Таджикистан

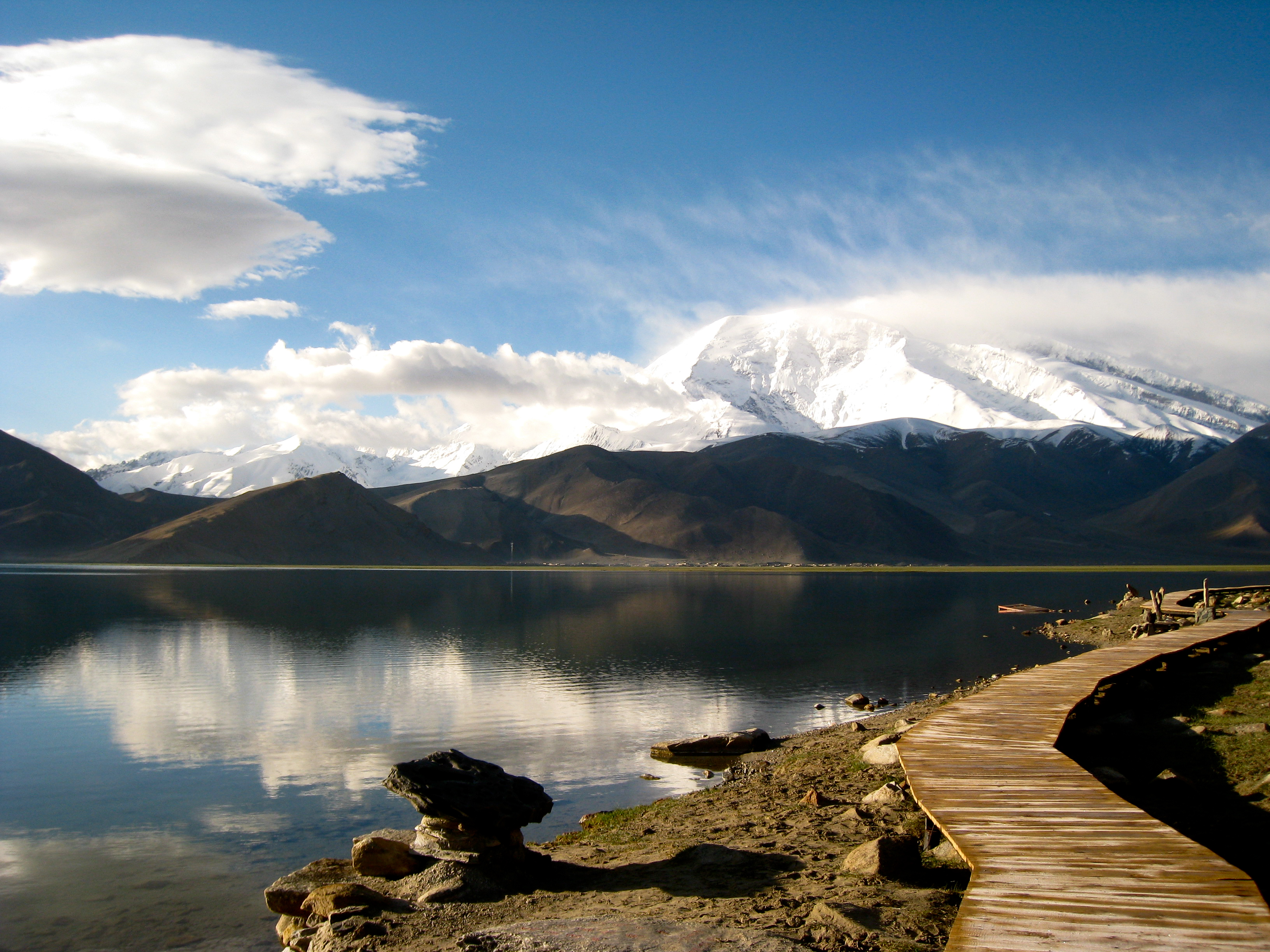
Готман Каракуль озеро

Поверхня озера має яскраво-синій колір. Вода в озері гірко-солона, а прозорість до 9 м. У гирлі річок, де вода більш прісна, водяться нечисленні рибки-гольці. Півострів з південного берега та острів прямокутної форми біля північного берега розділяє озеро на два басейни: менший, порівняно неглибокий, у східній частині,  він сягає від 13 до 19 м. в глибину, і більший, у західній частині, від 221 до 230 м. в глибину. Озеро безстічне (відсутній дренажний отвір), і вода солонувата. Існує невелике село на східному березі озера. Взимку озеро покрите льодом (з кінця листопада по квітень), максимальна товщина якого в лютому перевищує 1 метр. Влітку вода прогрівається до 12 °C.
Район Кара-Куля дуже сухий, з украй малою кількістю опадів. По берегах озера зрідка виростають терескен, полин і ковила, що чергуються з просторами, покритими сіллю. Впадають кілька річок, основні з яких — Караджілга, Караарт і Музкол.
Хоча озеро знаходиться в межах національного парку, більша частина оточення використовується як пасовище. Озеро, його острови, болота, вологі луки, торфовища, галькові й піщані рівнини, були визначеними BirdLife International як важливий регіон для птиці, оскільки він підтримує значне число популяцій різних видів птахів, або як резидентів, або як племінних або проходу мігрантів. До них належать гуси, рум'яна качка-пеганка, загальні крохалі, балабани тощо.

## Ударний кратер
Озеро Каракуль лежить в межах кругової депресії, яка інтерпретується як метеоритний ударний кратер з діаметром ободу 52 км. Удар, за оцінками, відбувся близько 25 мільйонів років тому, або менше 5 млн років тому. Каракульська ударна структура залишалась невідомою, допоки вона не була виявлена під час дослідження отриманих з космосу зображень.